# عبداله سک
عبداله سک (انگلیسی: Abdoulaye Seck؛ زادهٔ ۴ ژوئن ۱۹۹۲) بازیکن فوتبال اهل سنگال است.
از باشگاه‌هایی که در آن بازی کرده است می‌توان به باشگاه فوتبال کاسا اسپورتس، باشگاه فوتبال ساندفیورد و باشگاه فوتبال رویال آنتورپ اشاره کرد.
وی همچنین در تیم ملی فوتبال سنگال بازی کرده است.